# Электронная эмиссия
Электронная эмиссия — явление испускания электронов из твёрдых тел или жидкостей.

## Типы эмиссии
- Термоэлектронная эмиссия

Электронную эмиссию, возникающую в результате нагрева, называют термоэлектронной эмиссией (ТЭ).
Явление ТЭ широко используют в вакуумных и газонаполняемых приборах.
- Электростатическая или Автоэлектронная эмиссия

Электростатической (автоэлектронной) эмиссией называют эмиссию электронов, обусловленную наличием у поверхности тела сильного электрического поля.
Дополнительная энергия электронам твёрдого тела при этом не сообщается, но за счёт изменения формы потенциального барьера они приобретают способность выходить в вакуум.
- Фотоэлектронная эмиссия

Фотоэлектронная эмиссия (ФЭ) или внешний фотоэффект — эмиссия электронов из вещества под действием падающего на его поверхность излучения.
ФЭ объясняется на основе квантовой теории твёрдого тела и зонной теории твёрдого тела.
- Вторичная электронная эмиссия

Испускание электронов поверхностью твёрдого тела при её бомбардировке электронами.
- Ионно-электронная эмиссия

Испускание электронов металлом при его бомбардировке ионами.
- Взрывная электронная эмиссия

Испускание электронов в результате локальных взрывов микроскопических областей эмиттера. 
- Криогенная электронная эмиссия

Испускания электронов ультрахолодными, охлаждёнными до криогенных температур поверхностями. Мало изученное явление.